# Anne-Sophie Le Paranthoën
Anne-Sophie Le Paranthoën, née le 24 février 1977 à Tokyo (Japon), est une nageuse française de brasse (50, 100, 200 mètres) et de 4 nages (100, 200 et 400 mètres).
Elle est licenciée au CN Marseille.
Elle habite maintenant en banlieue parisienne.

## Records de France détenus
- 50 m brasse en petit bassin : 31 s 49 le 18/11/2007 à Berlin (Allemagne)
- 50 m brasse en grand bassin : 31 s 68 le 23/02/2007 à Lyon (France)
- 100 m brasse en petit bassin : 1 min 07 s 42 le 07/12/2007 à Nîmes (France)
- 100 m brasse en grand bassin : 1 min 08 s 68 le 26/03/2007 à Melbourne (Australie)
- 4 × 50 m 4 nages en petit bassin : 1 min 48 s 39 le 15/12/2007 à Debrecen (Hongrie)
- 4 × 100 m 4 nages en grand bassin : 4 min 03 s 64 le 06/08/2006 à Budapest (Hongrie)

## Autres records de France détenus (battus depuis)
- 100 m 4 nages en petit bassin : 1 min 02 s 10 le 23/01/2005 à Berlin (Allemagne)
- 200 m 4 nages en grand bassin : 2 min 16 s 95 le 02/06/2002 à Monaco
- 400 m 4 nages en petit bassin : 4 min 40 s 88 le 03/04/2002 à Moscou (Russie)

## Palmarès aux championnats de France
17 titres de championne de France

### Grand bassin
- 2 titres sur 50 m brasse (2003, 2007)
- 5 titres sur 100 m brasse (2002, 2003, 2005, 2006, 2007)
- 2 titres sur 200 m brasse (2003, 2005)

### Petit bassin
- 4 titres sur 50 m brasse (2005, 2006, 2007, 2008)
- 4 titres sur 100 m brasse (2005, 2006, 2007, 2008)

## Palmarès aux championnats d'Europe
- sur 4 × 100 m 4 nages à Budapest (Hongrie) en 2006
- sur 4 × 50 m 4 nages à Debrecen (Hongrie) en 2007